# Universiteitsbibliotheek Groningen
De Universiteitsbibliotheek Groningen (Latijnse naam: Bibliotheca Academia Groningana;  de bibliotheek van de Rijksuniversiteit Groningen, is opgericht in 1615. Zij maakt deel uit van het geringe aantal cultuurcentra dat in de Nieuwe Tijd richting gaf aan de ontwikkeling en verspreiding van kennis. De bibliotheek omvat ruim 3.000.000 banden, 30.000 lopende tijdschriften, een kleine 1500 manuscripten en incunabelen, talloze brieven, kaarten, prenten en tekeningen. Het gebouw is gevestigd aan de Broerstraat, tegenover het Academiegebouw.

## Historie

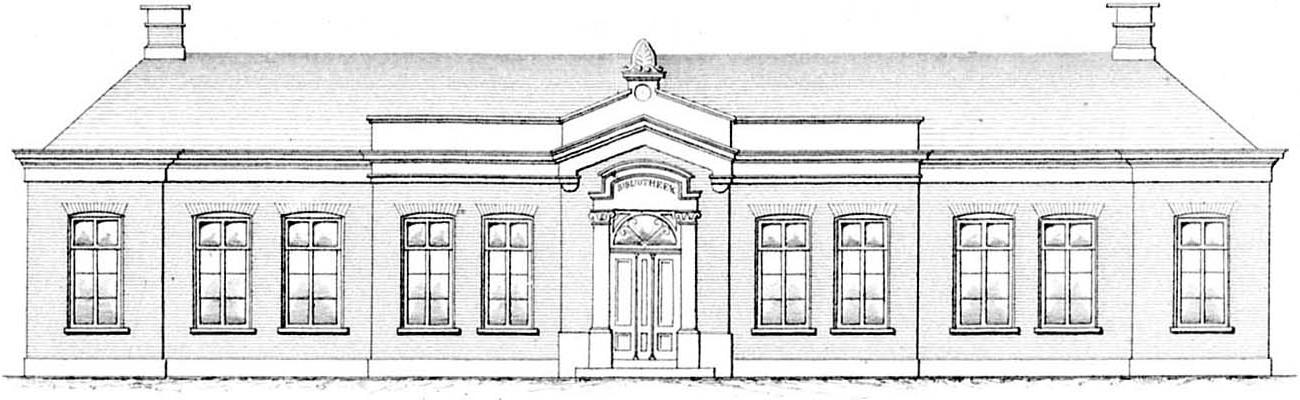
Schets van het bibliotheekgebouw 1864-1918, een ontwerp van J.W. Schaap

Direct na de verovering, in 1594, van de stad Groningen door de troepen van prins Maurits en Willem Lodewijk en de aansluiting van Stad en Ommelanden bij de Unie van Utrecht werden plannen gemaakt om een academie op te richten voor het opleiden van predikanten, artsen, ambtenaren en juristen. De realisatie hiervan nam door allerlei politieke verwikkelingen veel tijd in beslag. Pas na twee decennia kon de inauguratie van de Groningse universiteit plaatsvinden op 23 augustus 1614. Een half jaar later, op 28 februari 1615, volgde de oprichting van de Groningse universiteitsbibliotheek. Daarmee is zij een van de oudste bibliotheken in Nederland. De bibliotheek werd gevestigd aan de Broerstraat tegenover het Academiegebouw in een vleugel van het tegenover de academie gelegen voormalige franciscaner klooster. Dat kloostercomplex werd toen ook gebruikt voor de Latijnse school, de voorloper van het huidige Praedinius Gymnasium, en als kerk voor de Universiteit. Hoewel er meermalen verbouwingen werden uitgevoerd bleek in de negentiende eeuw het kloostercomplex niet meer te voldoen.
In 1864 werd een nieuwe bibliotheek in gebruik genomen. Naast de bibliotheek verrees in 1895 de Martinuskerk. De bibliotheek, een ontwerp van J.W. Schaap werd in 1898 nog uitgebreid met een magazijn. De bibliotheek bleek echter al vrij snel niet te voldoen aan de toenemende eisen die aan een dergelijk gebouw werden gesteld. Dat leidde in 1919 tot de opening van een geheel nieuwe bibliotheek, ontworpen door J. A. W. Vrijman.

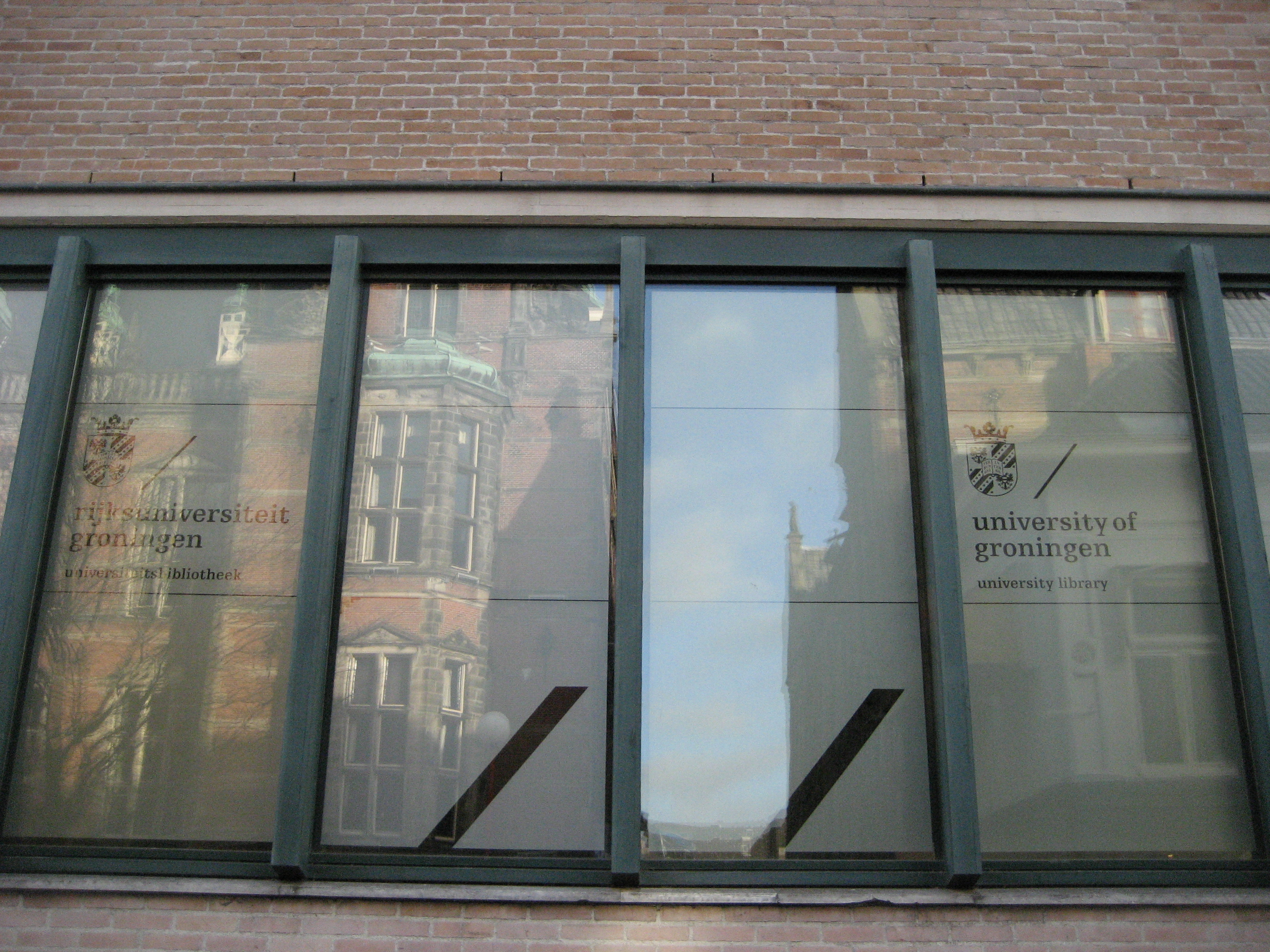
Gebouw UB, Broerstraat 4

De explosieve groei van de universiteit na de Tweede Wereldoorlog bracht mee dat de bibliotheek wederom niet aan de eisen van de tijd voldeed. In de zeventiger jaren van de twintigste eeuw werden verschillende plannen voor een nieuwe bibliotheek ontwikkeld, onder meer een verplaatsing naar Paddepoel. Het stadsbestuur hechtte echter veel waarde aan een UB in de Binnenstad. Om dat mogelijk te maken werd aanvankelijk gedacht aan een bibliotheek die gebruik zou maken van het gebouw van de Martinuskerk, die inmiddels niet meer als kerk gebruikt werd. Hoewel de kerk op de monumentenlijst stond werd uiteindelijk gekozen voor een oplossing waarbij de kerk werd gesloopt. Op de plaats van de kerk, tegenover het Academiegebouw, werd een compleet nieuwe bibliotheek gebouwd, naar een ontwerp van P.H. Tauber. Zij werd in 1987 in gebruik genomen.

## De collecties van de UB

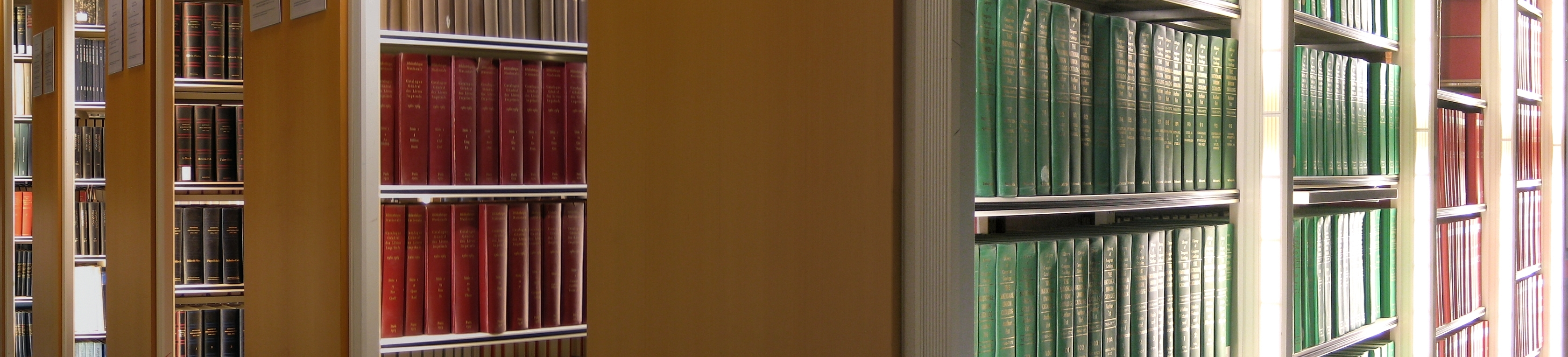
Boeken in een open opstelling in de Groningse universiteitsbibliotheek.

De eerste bibliothecaris was Nicolaus Mulerius, hoogleraar in de wiskunde en geneeskunde. Hij stelde in 1619 een inventaris van het bibliotheekbezit op schrift, de Librorum Academicorum Syllabus, die tot in de achttiende eeuw werd voortgezet. Uit de Syllabus blijkt dat de collectie van de bibliotheek in het begin van haar bestaan meer dan vierhonderd delen omvatte.
In het eerste decennium van haar bestaan onderging de collectie van de bibliotheek een belangrijke uitbreiding, toen de bibliotheek van de Martinikerk, waarin ook de boekverzamelingen van de Groningse kloosters waren opgenomen, in haar bezit kwam. Helaas is de exacte inhoud hiervan niet bekend, omdat zij niet in de Syllabus is opgenomen. Van een groot aantal middeleeuwse handschriften, incunabelen en zestiende-eeuwse drukken in de Universiteitsbibliotheek kan echter de herkomst uit de Martinikerk op grond van boekbanden en eigendomsaantekeningen worden aangetoond.
Door aankopen, legaten en schenkingen van bestuurders van universiteit, provincie en stad, professoren, alumni, studenten en anderen werd de collectie van vierhonderd banden voortdurend uitgebreid. Daardoor bezit de bibliotheek ca. 1.100 handschriften, ruim 200 incunabelen, honderden pamfletten en gedrukte werken uit de 16e eeuw en duizenden uit de 17e en 18e eeuw. Vooral tijdens de laatste decennia groeide de collectie van de bibliotheek stormachtig. Het totaal aantal banden bedraagt momenteel ruim drie miljoen. Verder geeft de bibliotheek toegang tot ca. 30.000 tijdschriftabonnementen en elektronische bibliografische bestanden.

## Bijzondere collecties van de bibliotheek
De bibliotheek heeft in de loop van haar bestaan verschillende bijzondere collecties verworven, zoals:
- De collectie boeken die de jurist H.J. Nauta bijeenbracht en in 1807 aan de universiteit schonk op het gebied van de alchemie, astrologie, magie en astronomie.
- De Horatius-bibliotheek, aangelegd door Hendrik Riedel, leraar aan het Groninger gymnasium. Deze collectie omvat ruim 1100 edities van en commentaren op de werken van de Romeinse dichter en werd in 1871 door de UB verworven. Tot de collectie behoort een vroege zestiende-eeuwse editie met marginale aantekeningen in het handschrift van Regnerus Praedinius, rond 1550 rector van de Latijnse School in Groningen.
- In 1853 droeg de Societas Pro Excolendo Iure Patrio, gesticht in 1761 om de studie van het natuurrecht en het Nederlands recht te bevorderen, haar bibliotheek van ca. 3500 werken over rechtsgeschiedenis, waaronder meer dan honderd handschriften, in permanent bruikleen over aan de Universiteitsbibliotheek.
- De bibliotheek van het Genootschap Conamur, gesticht in 1899 ter bestudering van het socialisme met veel bronnenmateriaal voor de sociale geschiedenis, waaronder honderden pamfletten en brochures.
- De bibliotheek van het Kunstlievend Genootschap Pictura, gesticht in 1832, met vooral achttiende- en negentiende-eeuwse werken over de schone kunsten. Ze werd in 1904 in bruikleen overgedragen.
- De in 1913 aan de UB geschonken collectie van J.J.C. Enschedé met werken over de Nederlandse en Engelse koloniale geschiedenis in Zuidoost-Azië en over de geschiedenis van de spoorwegen in Nederland en voormalig Nederlands Oost-Indië.
- De collectie Groningana: werken over de geschiedenis, taal, recht, politiek, kunsten etc. van Groningen. Speciaal vermeldenswaard is hierbij de collectie (boeken, handschriften en kaarten) van de negentiende-eeuwse collectioneur Mello Backer.
- Een grote collectie boeken over het artistieke en culturele leven in Italië gedurende de eerste helft van de twintigste eeuw is in bruikleen gegeven door de Groninger afdeling van de Società Dante Alighieri.
- De Stavermanbibliotheek van edities, vertalingen en bewerkingen van Daniel Defoe’s Robinson Crusoe.
- Een verzameling van meer dan vijfduizend Nederlandse industriële boekbanden uit de periode 1890-1940.
- Halcyon, tijdschrift voor boek-, druk-, en prentkunst, uitgegeven door A.A.M. Stols tussen 1940 en 1944.
- Van vrij recente datum is de Bibliotheca Unitariana , over de geschiedenis en uitgangspunten van het Unitarianisme en vrije religiositeit. De basis hiervoor werd gelegd door een schenking in 1991 van dr. Duncan Howlett.
- Verschillende twintigste-eeuwse specialisten op het gebied van de Spaanse taal en geschiedenis schonken hun boeken aan de bibliotheek: Fonger de Haan, een Nederlandse professor aan een Amerikaanse universiteit, de schrijver Johan Brouwer en Gerardus Johannes Geers, hoogleraar aan de Universiteit van Groningen.
- De uitgaven van de beroemde 20e-eeuwse Groningse drukker Hendrik Nicolaas Werkman. Veel van zijn ‘Blauwe Schuit’-uitgaven, evenals de meer commerciële producten van zijn pers, zijn in de bibliotheek aanwezig.
- Uitgaven van de Groningse Stichting Drukwerk in de Marge.

## Bibliothecarissen van de Rijksuniversiteit Groningen

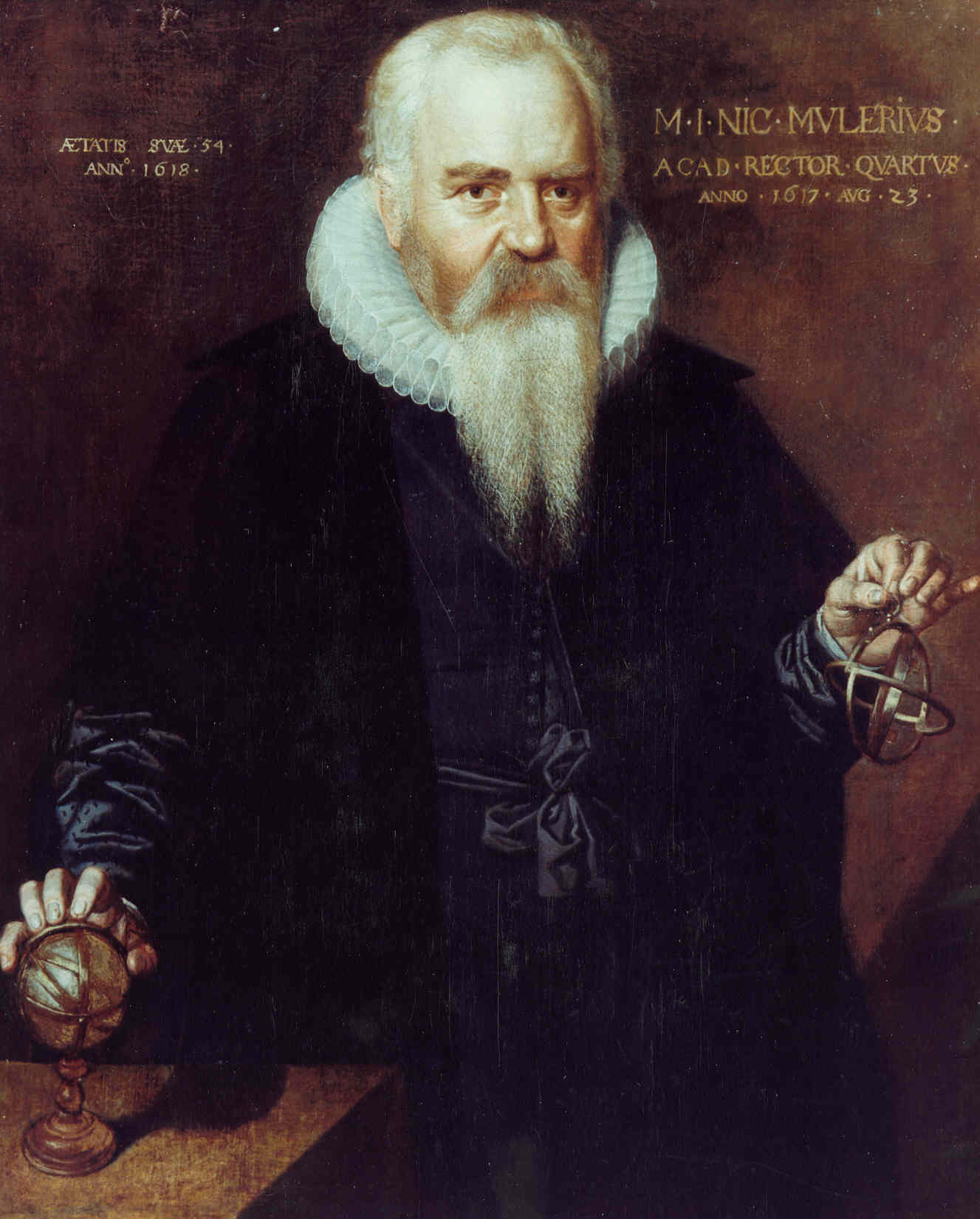
Nicolaus Mulerius, eerste bibliothecaris van de UB Groningen

Sinds de stichting van de Universiteitsbibliotheek Groningen in 1615 zijn er 23 bibliothecarissen geweest (waarvan Nicolaus Mulerius het ambt tweemaal heeft uitgevoerd):
- Nicolaus Mulerius (1619 – 1621)
- Hermann Ravensperger (1623 – 1625)
- Nicolaus Mulerius (1626 - 1630)
- Franciscus Meyvart (1631 – 1640)
- Tobias Andreae (1640 - 1668)
- Gerhardus Lammers (1668 - 1716)
- Adam Menso Isinck (1716 - 1727)
- Michael Rossal (1727 - 1744)
- Leonard Offerhaus (1744 - 1779)
- Nicolaus Willem Schroeder (1782 - 1798)
- Jacobus de Rhoer (1798 - 1813)
- Jan Rudolf van Eerde (1816 - 1835)
- Petrus van Limburg Brouwer (1835 - 1847)
- Willem Hecker (1847 - 1851)
- Willem Adriaan Enschedé (1851 - 1886)
- Petrus Johannes Blok (1886 - 1887)
- Jan Willem George van Haarst (1887 - 1906)
- Antoon Gerard Roos (1906 - 1917)
- Johann Samuel Theissen (1917 - 1929)
- Hendrik de Buck (1929 - 1958)
- Symen Jacob Bouma (1958 - 1963)
- Willem Roelf Henderikus Koops (1964 - 1990)
- Alexander Cornelis Klugkist (1990 – 2010)
- Marjolein Nieboer (2010-heden)

## De Vereniging Vrienden van de Bibliotheek van de RU Groningen
Op 28 februari 1990, de dag waarop de Bibliotheek der Rijksuniversiteit Groningen haar 375-jarig bestaan vierde, werd de Vereniging Vrienden van de Bibliotheek der Rijksuniversiteit Groningen opgericht. De oprichters wilden hiermee een platform realiseren dat het werk van de bibliotheek in ideëel en financieel opzicht krachtig ondersteunt.
De vereniging concretiseert deze doelstelling door:
- het bevorderen van schenkingen en legaten aan de bibliotheek van boeken, drukwerken, manuscripten en dergelijke, dan wel van geldelijke middelen;
- het werven van donateurs;
- het beschikbaar stellen van extra middelen aan de bibliotheek voor de aanschaf van materiaal van een bijzonder wetenschappelijk, cultureel en/of regionaal belang.

Jaarlijks organiseert de vereniging voor haar leden-donateurs lezingen en exposities. Ook verzorgt of ondersteunt zij publicaties over de bibliotheek en haar collecties. Ten minste één keer per jaar wordt een ledenvergadering gehouden.

## Belangrijkste publicaties over de Universiteitsbibliotheek Groningen
- Gerda C. Huisman: The University Library of Groningen : four hundred years of history in four buildings, forty collections and infinite pictures. Groningen, Barkhuis & Universiteitsbibliotheek, 2014. ISBN 9789491431784 (Digitale versie)
- Alex C. Klugkist & Sybren Sybrandy: Van knekelhuis tot kloppend hart. Geschiedenis van de Bibliotheek van de Rijksuniversiteit Groningen, 1615 tot heden. Groningen, Barkhuis, 2012. ISBN 9789491431180
- Universiteitsbibliotheek Groningen 1615-1990. Korte geschiedenis van een academische bibliotheek. Onder red. van W.R.H. Koops, J. Kingma en G.C. Huisman. Groningen, Universiteitsbibliotheek, 1990. ISBN 90-367-0206-2
- A.G. Roos: Geschiedenis van de bibliotheek der Rijksuniversiteit te Groningen. Groningen, Wolters, 1914